# ラ・ロケット (ウール県)
ラ・ロケット （La Roquette）は、フランス、ノルマンディー地域圏、ウール県のコミューン。

## 由来
この地域の名前は1240年代にRoquetaというつづりで証明されている。

## 人口統計
| 1962年 | 1968年 | 1975年 | 1982年 | 1990年 | 1999年 | 2005年 | 2015年 |
| ------ | ------ | ------ | ------ | ------ | ------ | ------ | ------ |
| 82     | 70     | 108    | 126    | 204    | 189    | 217    | 239    |

参照元:1962年から1999年までは複数コミューンに住所登録をする者の重複分を除いたもの。それ以降は当該コミューンの人口統計によるもの。1999年までEHESS/Cassini、2006年以降INSEE

## 参照
1. ↑  Ernest Nègre - Toponymie générale de la France - Volume 1 - Page 87
2. ↑  http://cassini.ehess.fr/cassini/fr/html/fiche.php?select_resultat=29659
3. ↑  https://www.insee.fr/fr/statistiques/3293086?geo=COM-27495
4. ↑  http://www.insee.fr